# المسيحية في الصحراء الغربية

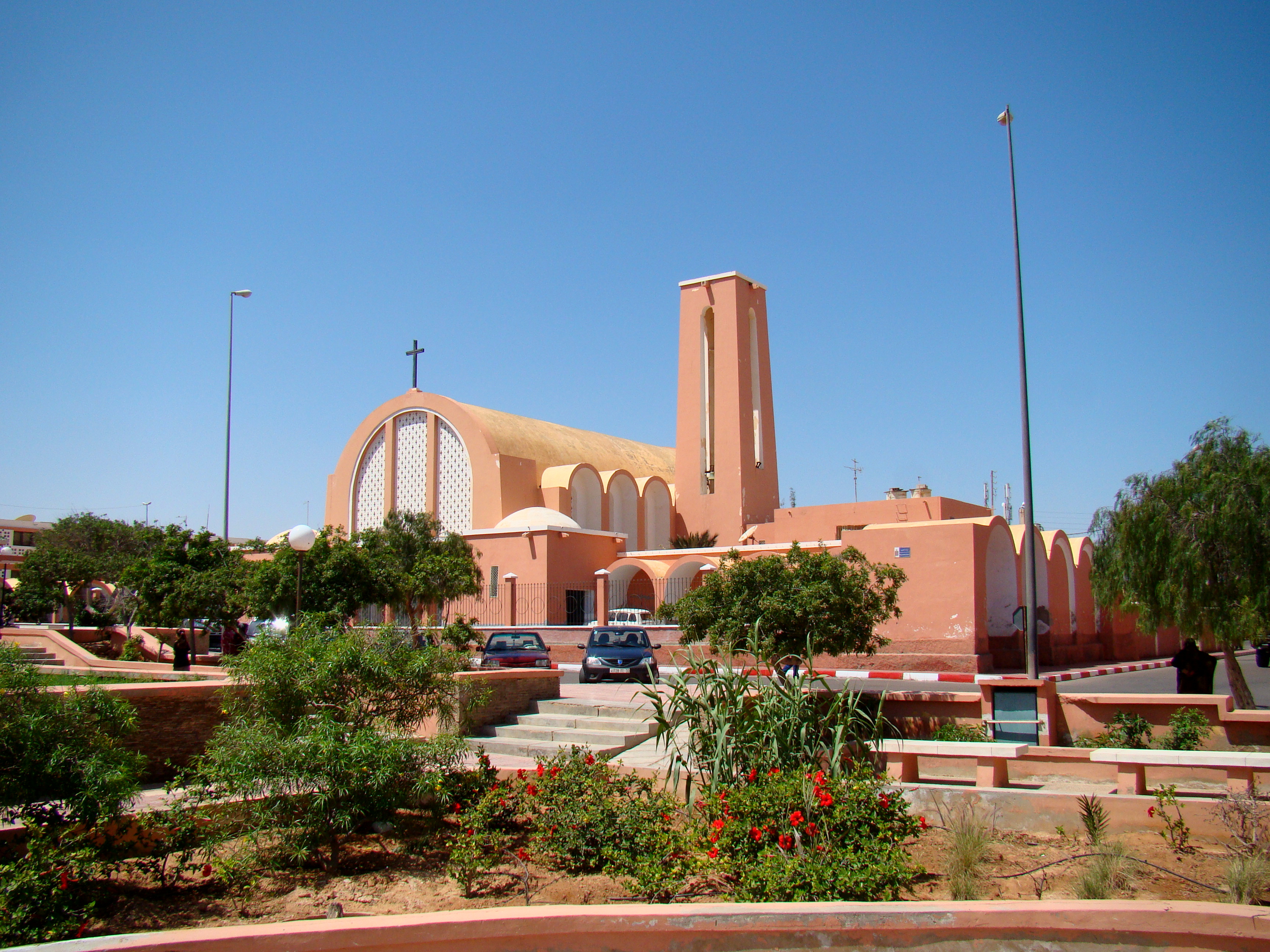
كاتدرائية القديس فرنسيس الأسيزي في مدينة العيون.

تُشكل المسيحية في الصحراء الغربية أقلية دينية صغيرة العدد؛ الصحراء الغربية هي واحدة من البلدان التي تحوي على أقل عدد من المسيحيين في العالم، حيث تضم على حوالي 200 مسيحي، منهم عشرات المسيحيين المغاربة بالإضافة إلى مجموعة صغيرة من الرومان الكاثوليك المغتربين المقيمين في البلاد وفقاً لتقرير الحريات الدينية الصادر عن وزارة الخارجية الأمريكية عام 2019. خلال الإحتلال الإسباني، ضمت الصحراء الغربية على العديد من السكان من المسيحيين الفرنسيين والإسبان والذين كانوا يعيشون في البلاد. في هذه السنوات، تم بناء الكنائس الكاثوليكية والبروتستانتية في جميع المدن الرئيسية في الصحراء الغربية. وخلال الفترة الاستعمارية عمل الكثير من المبشرين بنشاط في المنطقة، وقاموا بالإعتناء بالأطفال اليتامى وبنشر التعليم وبتقديم الرعاية الطبيَّة. قبل التخلي عن البلاد من قِبل إسبانيا في عام 1975، كان هناك أكثر من 20,000 كاثوليكي إسباني وقد غادر معظمهم البلاد بناءً على أوامر الجنرال فرانثيسكو.
وفقاً لتقرير الحريات الدينية الصادر عن وزارة الخارجية الأمريكية عام 2019 قال ممثلو الأقليات المسيحية إن الخوف من المضايقات المجتمعية، بما في ذلك النبذ من قبل عائلات المتحولين والسخرية الاجتماعية، كانت الأسباب الرئيسية التي دفعتهم إلى ممارسة دينهم بالسر.

## تاريخ

### العصور المبكرة

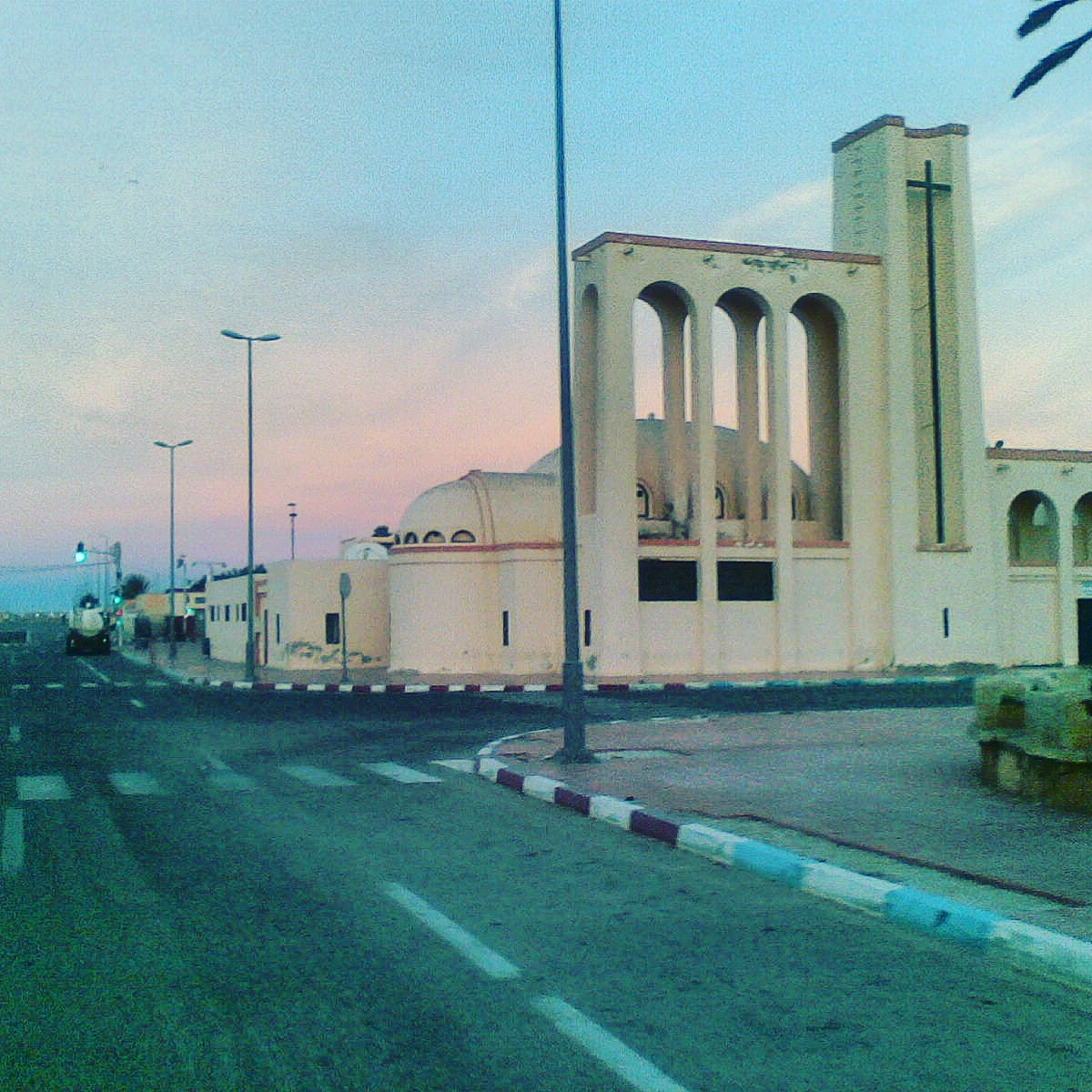
كنيسة سيدة جبل الكرمل في مدينة الداخلة.

اكتشف البرتغاليون المنطقة الساحلية في القرن الخامس عشر، على الرغم من عدم بذل أي جهد لاستعمارها. نظرًا لموقعها بالقرب من جزر الكناري، طالبت إسبانيا رسمياً بالحماية على المنطقة في عام 1884، لكنها لم تحتلها حتى عام 1934 بسبب مقاومة البدو الأصليين. في عام 1954، تم إنشاء النيابة الرسولية للصحراء الإسبانية وإفني والتي لحقت بنيابة غرداية الرسولية بالجزائر، وعُهد برعايتها إلى الإرسالية التبشيرية لمريم الطاهرة. لتصبح المحافظة الرسولية في الصحراء الإسبانية في 2 مايو عام 1970، ليتم إعادة تسمية المحافظة تحت اسم المحافظة الرسولية في الصحراء الغربية في 2 مايو في عام 1976. وتم نقل إفني لاحقًا لتلتحق بولاية كنسيَّة أخرى. في منتصف الخمسينيات من القرن العشرين، وجد أن الصحراء الغربية تحتوي على رواسب غنية من الفوسفات، رافقه تطور الحس القومي بين السكان الصحراويين. خلال الحقبة الاستعمارية استوطن حوالي 200,000 إسباني كاثوليكي الصحراء الإسبانية، شكلوا حوالي 32% من مجمل سكان الصحراء الإسبانية، وقد غادر معظمهم البلاد بناءً على أوامر الجنرال فرانكو بعد إنسحاب القوات الإسبانية من الصحراء الغربية.
في غضون عقدين من الزمن، أصبحت المنطقة محور نزاع إقليمي، عندما حاولت الدول الثلاث المجاورة السيطرة الكاملة على المنطقة بعد قرار إسبانيا بإنسحاب القوات الإسبانية نهائياً من المنطقة في عام 1976. في خضم مفاوضات سرية بين المغرب وموريتانيا والجزائر أعلن الفصيل القومي المعروف باسم جبهة البوليساريو، نفسه حكومة المنفى في المنطقة وأطلق على المنطقة اسم الجمهورية العربية الصحراوية الديمقراطية. وأقنعت جبهة البوليساريو موريتانيا بالتخلي عن مطالبها الإقليمية. في غضون ذلك، رفضت محكمة العدل الدولية المنعقدة في لاهاي طلب المغرب بالسيادة الكاملة على الصحراء الغربيَّة. تجاهل المغرب هذا القرار، وكذلك الاستفتاء بوساطة الأمم المتحدة بعد وقف إطلاق النار عام 1991، واستمر في الضغط على مطالبته للسيطرة على المنطقة في القرن الحادي والعشرين.

### العصور الحالية

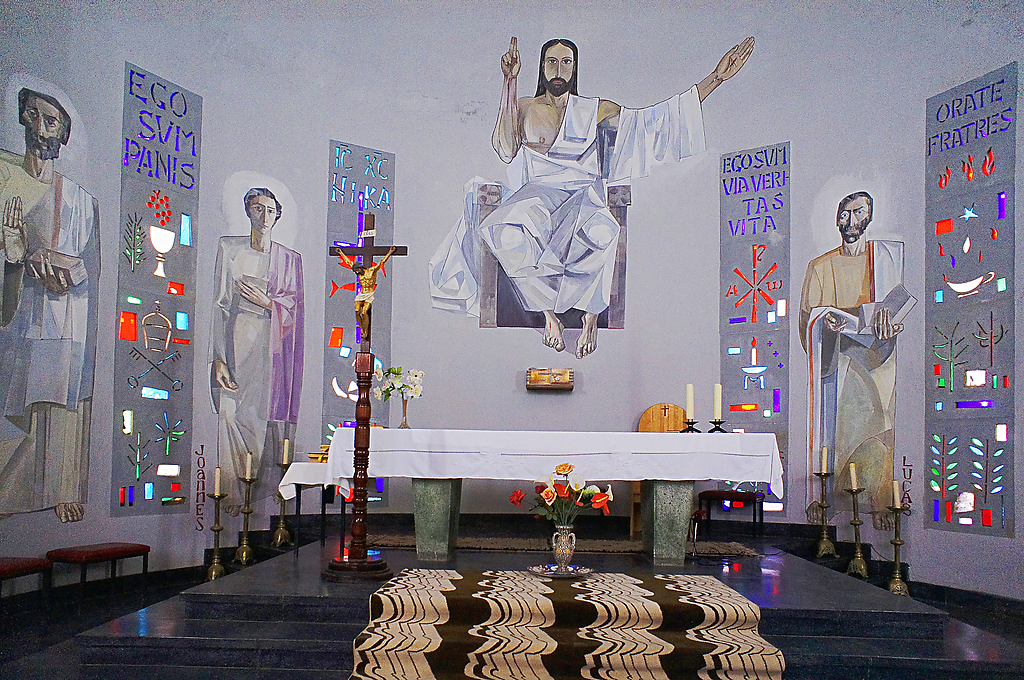
مذبح كاتدرائية القديس فرنسيس الأسيزي في مدينة العيون.

يملك المسيحيين كنيستين في الصحراء الغربية وهي كاتدرائية فرنسيس الأسيزي في مدينة العيون، والتي بنيت لخدمة المجتمع الإسباني في البلاد، وبالتالي كثيرًا ما يطلق على الكنيسة اسم الكنيسة الإسبانية وهي في نطاق المحافظة الرسولية في الصحراء الغربية. الكنيسة الثانية الحاضرة في البلاد هي كنيسة سيدة جبل الكرمل في مدينة الداخلة. وتقوم الكنيسة بخدمة المجتمع الإسباني الكاثوليكي في مدينة الداخلة ويقوم على رعاية الكنيسة مجموعة صغيرة من الرهبان الكاثوليك.
في عام 2000 كانت أقاليم الصحراء الغربية تحتوي على رعيتين يديرهما ثلاثة قساوسة؛ وتألف السكان الكاثوليك بشكل رئيسي من الإسبان وأعضاء قوة التدخل التابعة للأمم المتحدة، إلى جانب عشرات المسيحيين المغاربة وفقاً لتقرير الحريات الدينية الصادر عن وزارة الخارجية الأمريكية عام 2019 يقتصر الاتصال بين المسيحيين المقيمين في الصحراء الغربية بالأغلبية المسلمة على القضايا التعليمية والثقافية، والتي كانت بمثابة وسيلة للحوار بين الديانتين. يتكون الصحراويين من العديد من القبائل ويتحدثون العربية باللهجة الحسانية وولا يزال بعضهم يتحدث اللغة الأمازيغية. حافظ المغرب على سيطرته الإدارية على الإقليم حتى عام 2000.
في زيارة قام بها أساقفة الجزائر وليبيا والمغرب والصحراء الغربية وتونس إلى الفاتيكان في عام 2015، طلب البابا فرنسيس من القادة الدينيين في هذه البلدان إبقاء مجتمعاتهم «مفتوحة». كما ذكر البابا أن هذه الدول تمثل «محيطًا»، وشكر كل منها على عملها، على الرغم من «اندلاع أعمال العنف» المسجلة في المنطقة، وخاصةً في ليبيا. وفقاً لتقرير الحريات الدينية الصادر عن وزارة الخارجية الأمريكية عام 2019 قال ممثلو الأقليات المسيحية إن الخوف من المضايقات المجتمعية، بما في ذلك النبذ من قبل عائلات المتحولين والسخرية الاجتماعية، كانت الأسباب الرئيسية التي دفعتهم إلى ممارسة دينهم بالسر.

## الطوائف المسيحية

### الكنيسة الرومانية الكاثوليكية

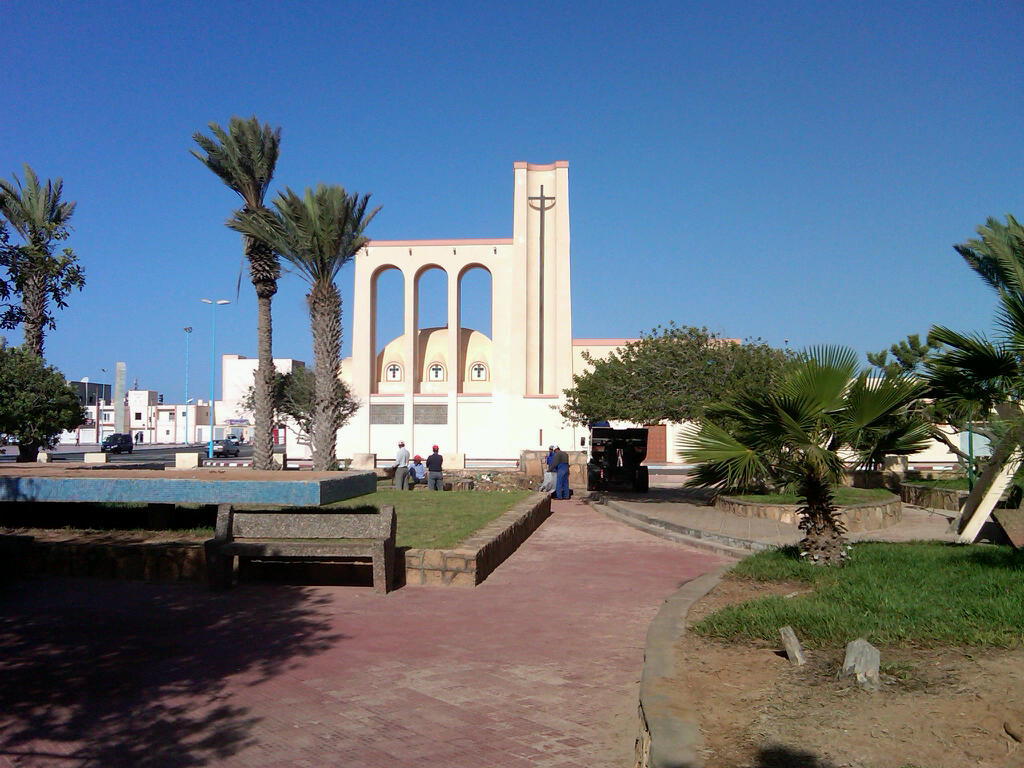
كنيسة سيدة جبل الكرمل في مدينة الداخلة.

تُعد الكنيسة الرومانية الكاثوليكية أكبر المجتمعات المسيحية في البلاد ويصل عدد أتباعها على ما يزيد قليلًا على 100 من الإسبان المغتربين من أصل عدد سكان البلاد الواصل لأكثر من 250,000. على الرغم من أن البلاد لا تملك أبرشية خاصة بها، الأ أن المجتمع الكاثوليكي يتوزع على رعتين ومركز الحياة الدينيَّة للكاثوليك المقيمين في البلاد كاتدرائية فرنسيس الأسيزي في مدينة العيون، في حين أن الرعية الثانية هي كنيسة سيدة جبل الكرمل في مدينة الداخلة.
من الناحيَّة الدينية المجتمع المسيحي في الصحراء الغربية كان جزء من المحافظة الرسوليَّة في الصحراء الإسبانية وإفني والتي تأسست في 5 يوليو عام 1954، لتصبح المحافظة الرسولية في الصحراء الإسبانية في 2 مايو عام 1970، ليتم إعادة تسمية المحافظة تحت اسم المحافظة الرسولية في الصحراء الغربية في 2 مايو في عام 1976.
وفي 24 يونيو عام 2013 قام البابا فرنسيس بتعيين ماريو ليون دورادو ليترأس المحافظة الرسولية في الصحراء الغربية.
كانت الصحراء الغربية مستعمرة إسبانية سابقة، وكانت قد وصلت العقيدة الكاثوليكية عبر البعثات الإستكشافية البرتغالية والإستعمار الإسباني السابق. قبل التخلي عن البلاد من قبل إسبانيا في عام 1975، كان هناك أكثر من 20,000 كاثوليكي إسباني شكلوا حوالي 32% من السكان، وقد غادر معظمهم البلاد بناءً على أوامر الجنرال فرانكو. ويتألف المجتمع الكاثوليكي في مدينة الداخلة المغربية من عمال الأمم المتحدة وأيضاً من المهاجرين القادمين من موريتانيا ومالي والمغرب.